# جديدة الشرقية
جديدة الشرقية قرية سوريّة تتبع إداريّاً لمحافظة حمص منطقة حمص ناحية حمص، بلغ تعداد سكانها 2,517 نسمة حسب التعداد السكاني لعام 2004.